# Rio Paraitinga
Der Rio Paraitinga ist ein Fluss im brasilianischen Bundesstaat São Paulo. Er ist der Haupt-Quellfluss des Rio Paraíba do Sul. Die Quelle befindet sich im Nationalpark Parque Nacional da Serra da Bocaina. Diese Quelle ist die Quelle im Flusssystem des Rio Paraíba do Sul, die sich am weitesten von der Mündung in den Atlantik befindet (1137 km).
Der Oberlauf befindet sich im 292.000 Hektar großen Naturschutzgebiet Área de Proteção Ambiental Mananciais da Bacia Hidrográfica do rio Paraíba do Sul, das im Jahr 1982 eingerichtet wurde, um die Quellen des Rio Paraíba do Sul zu schützen.
Der Name Paraitinga hat den Ursprung in der Tupi-Sprache (Parahytinga) und bedeutet schlimmes und klares Wasser.